# Demotische Chronik

Papyrus BnF Nr.215 Faksimile die Demotische Chronik

Die demotische Chronik ist ein demotischer Papyrus, der sowohl rückblickend als auch in die Zukunft schauend die Geschichte der altägyptischen Pharaonen (Könige) zum Inhalt hat. Das vorliegende Werk wurde auf dem Recto des Papyrus Paris BN 215 über einem griechischen Text als Palimpsest niedergeschrieben, wobei der frühere griechische Inhalt auf das dritte Jahrhundert v. Chr. datiert wird. Da der Papyrus der demotischen Chronik in der Nähe von Memphis gefunden wurde, nehmen die meisten Ägyptologen diese Region als Herkunftsort an.

## Datierung
In der Ägyptologie wurde die Entstehungszeit des Werkes bereits seit längerer Zeit diskutiert. Verkomplizierend kam hinzu, dass sich auch Forscher zu Wort meldeten, die sich vorher nicht schwerpunktmäßig mit der demotischen Literatur beschäftigt hatten und aufgrund abweichender Interpretationen des Textes neue Zeitfenster für seine Entstehung eröffneten. 
So mutmaßte beispielsweise der Althistoriker Werner Huß, dass verschiedene Redaktoren die demotische Chronik immer wieder überarbeitet hätten. Außerdem ging er davon aus, dass die ägyptische Priesterschaft den ersten ptolemäischen Herrschern ablehnend gegenüberstand und diese Haltung in die demotische Chronik einfloss. 
Nach inzwischen zahlreich neu vorgenommenen textkritischen Untersuchungen sind die Ansichten und Schlussfolgerungen von Werner Huß jedoch nach Ansicht der meisten Gelehrten nicht mehr haltbar, und die inhaltlichen Ausführungen in der demotischen Chronik machen eine Abfassung in der zweiten Hälfte des dritten Jahrhunderts v. Chr. unter der Regentschaft von Ptolemaios III. wahrscheinlich.

## Inhalt
Die demotische Chronik beinhaltet eine rückblickende theologische Theorie hinsichtlich der von den Pharaonen erbrachten Leistungen, die teilweise als Orakel in der Erzählform vaticinia ex eventu beschrieben werden. Für den gerechten König wird in diesem Zusammenhang ein positives Urteil postuliert, falls die vollbrachten Taten während seiner Herrschaft mit den moralischen Geboten in Einklang standen. Vorzeitige Machtenthebungen werden dagegen immer als Fehlverhalten gedeutet und entsprechend kommentiert. Insbesondere wird das zehnte Kapitel wegen der fundierten Herrscherbewertung als wichtige Geschichtsquelle erachtet. 
In der Ägyptologie wurde bis zu der Entdeckung des Werkes Demotische Chronik die manethonische Reihenfolge der Pharaonen angezweifelt. Es war daher historisch bedeutsam, im demotischen Papyrus einen weiteren Beleg für die Ansetzung des Königs Nektanebos I. zwischen Nepherites II. und Tachos zu besitzen. Durch die weiteren Ausführungen konnte das Ende der 30. Dynastie auf das Jahr 342 v. Chr. datiert werden.

### Die namentlich genannten Pharaonen
Im sechsten Kapitel der demotischen Chronik werden die Pharaonen nach der ersten Perserherrschaft durchgehend in der Vergangenheitsform beschrieben. Der Gottheit Thot kam die Aufgabe zu, die „Taten der ersten sechs Herrscher Amyrtaios, Nepherites I., Hakor, Nepherites II., Nektanebos I. und Tachos zu notieren“, nachdem er „ihre Angelegenheiten in Herakleopolis untersucht hatte“. In der Thot-Auflistung fehlt der Sohn des Amyrtaios und Psammuthis. Beide werden nur im zehnten Kapitel als Herrscher erwähnt, die „nicht den Weg Gottes beschritten“ und daher „nicht existierten“. 
Der Schöpfergott Ptah wurde beauftragt, den zukünftigen Pharao für den siebten Zeitabschnitt zu benennen, der nach Tachos beginnen würde. Vorher müsse Ptah jedoch eine nicht näher bezeichnete „Angelegenheit von Memphis“ klären, da seine Entscheidung in der Zukunft in Memphis geprüft werden wird. Der durch Rebellion nach Tachos an die Macht gelangte Pharao Nektanebos II. wird in der gesamten demotischen Chronik nicht namentlich erwähnt, obwohl der durch ihn durchgeführte Sturz des Tachos Inhalt einer Prophezeiung ist.

### Der zukünftige Pharao
Eines der zentralen Themen in der demotischen Chronik ist die „Verkündung“ des neuen Pharao, der Ägypten nach der erneuten Perserherrschaft von der nachfolgenden Ptolemäerdynastie befreien und in eine hoffnungsvolle Zukunft führen wird. Die Phasen der Machtergreifung werden beschrieben und datiert:

„Der Monat Achet III (Hathyr), Schwangerschaft. Das heißt, der Herrscher, der in Herakleopolis auftreten wird, wird in Monat Achet III rebellieren. Der Monat Achet IV (Choiak), Geburt. Das heißt, er wird sich sammeln in Monat Achet IV. Monat Peret I (Tybi), Ernähren. Das heißt, er wird im Monat Peret I Kriegsgerät kauen (sammeln). Monat Peret II (Mechir), ruf zu mir, dann ruf ich zu dir. Das heißt, ein Soldat wird mit dem anderen Krieg führen im Monat Peret II. Der Monat Peret III (Phamenoth), mein ist die Titulatur. Das heißt, er wird offenbar, gekrönt mit dem goldenen Diadem, im Monat Peret III, das bedeutet Machtausübung durch ihn in Monat Peret III. Den zukünftigen Herrscher wird man mit Harsiese vergleichen. Die in Buto sind, sind seine Truppe. Isis wird froh sein über den zukünftigen Herrscher. Glücklich ist das Herz von Isis, der Herrin von Tepihu, das bedeutet Herzenszufriedenheit gegenüber dem zukünftigen Herrscher, weil er das Gesetz nicht missachten wird.“

Harsiese war in der ägyptischen Mythologie der Sohn der Isis und des Osiris, wodurch  ihm innerhalb vom Osirismythos eine bedeutsame Rolle zufiel. Er wurde mit dem Himmelsgott Horus und dem Pharao gleichgesetzt. Als Harsiese kämpfte der Pharao wie Osiris gegen seine Feinde.